# 25488 Figueiredo
25488 Figueiredo (tên chỉ định: 1999 XD83) là một tiểu hành tinh vành đai chính. Nó được phát hiện bởi dự án Nghiên cứu tiểu hành tinh gần Trái Đất Lincoln ở Socorro, New Mexico, ngày 7 tháng 12 năm 1999. Nó được đặt theo tên Joanne Figueiredo, an American educator ở Smithtown, New York.